# Xã Banner, Quận Saline, Arkansas
Xã Banner (tiếng Anh: Banner Township) là một xã thuộc quận Saline, tiểu bang Arkansas, Hoa Kỳ. Năm 2010, dân số của xã này là 6.790 người.